# Bournemouth, Christchurch and Poole
Bournemouth, Christchurch and Poole è un distretto del Dorset, Inghilterra, Regno Unito. Vi risiedono 404 050 abitanti. Il distretto fu creato con il 1º aprile 2019 dalla fusione Bournemouth, Christchurch ed Poole.

## Parrocchie civili
- Burton and Winkton
- Christchurch
- Highcliffe and Walkford
- Hurn
- Throop and Holdenhurst[3]